# Андлерсдорф
Андлерсдорф (нем. Andlersdorf) — коммуна (нем. Gemeinde) в Австрии, в федеральной земле Нижняя Австрия.
Входит в состав округа Гензерндорф. Население составляет 115 человек (на 31 декабря 2005 года). Занимает площадь 5,9 км². Официальный код — 30 802.

## Политическая ситуация
Бургомистр коммуны — Йохан Грайнер по результатам выборов 2005 года.
Совет представителей коммуны (нем. Gemeinderat) состоит из 13 мест.
- АНП занимает 7 мест.
- местный список: 4 места.
- СДПА занимает 2 места.